# Grup Herbert Baum

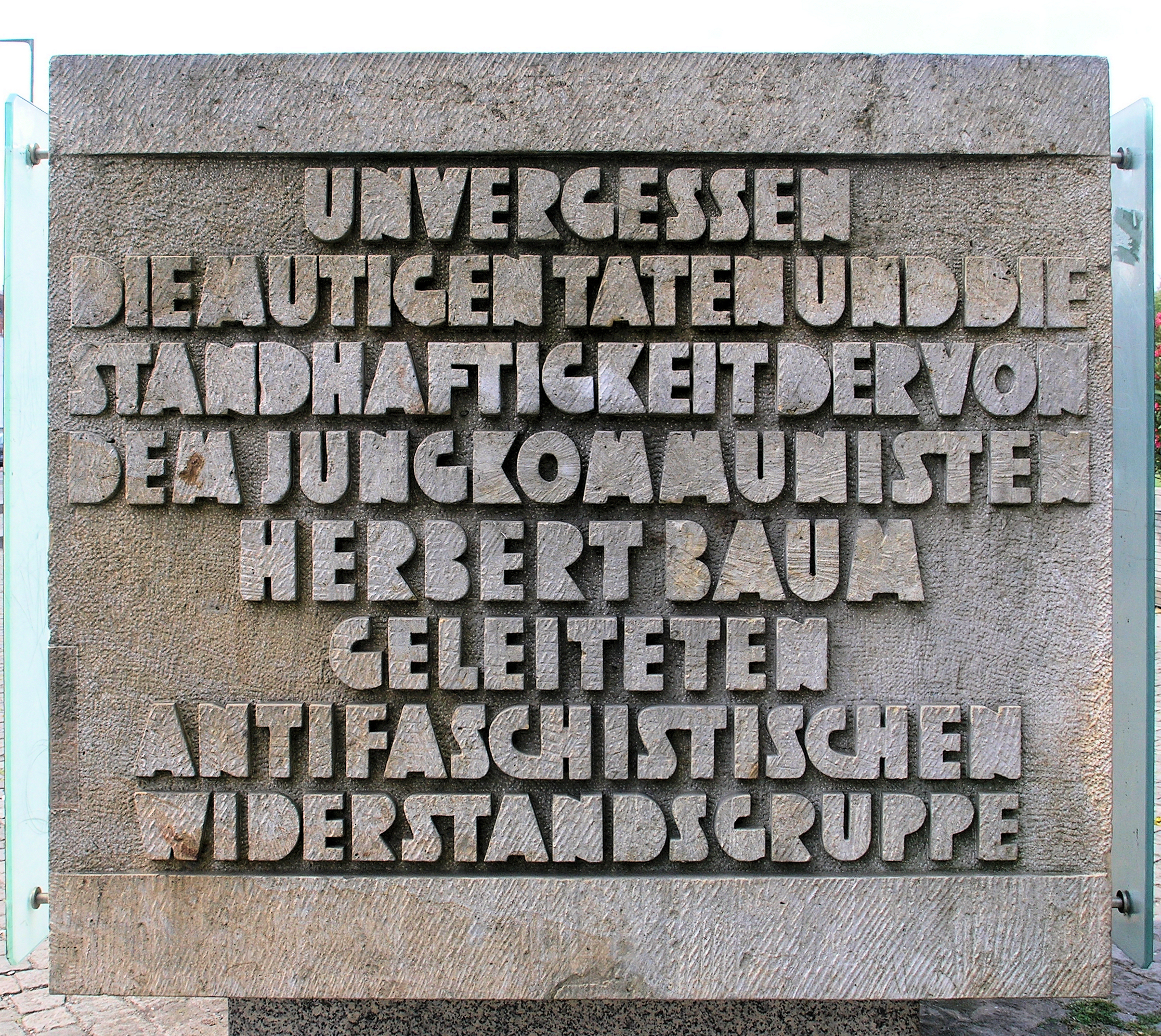
Pedra commemorativa del grup de resistència al Lustgarten de Berlín (Mitte)

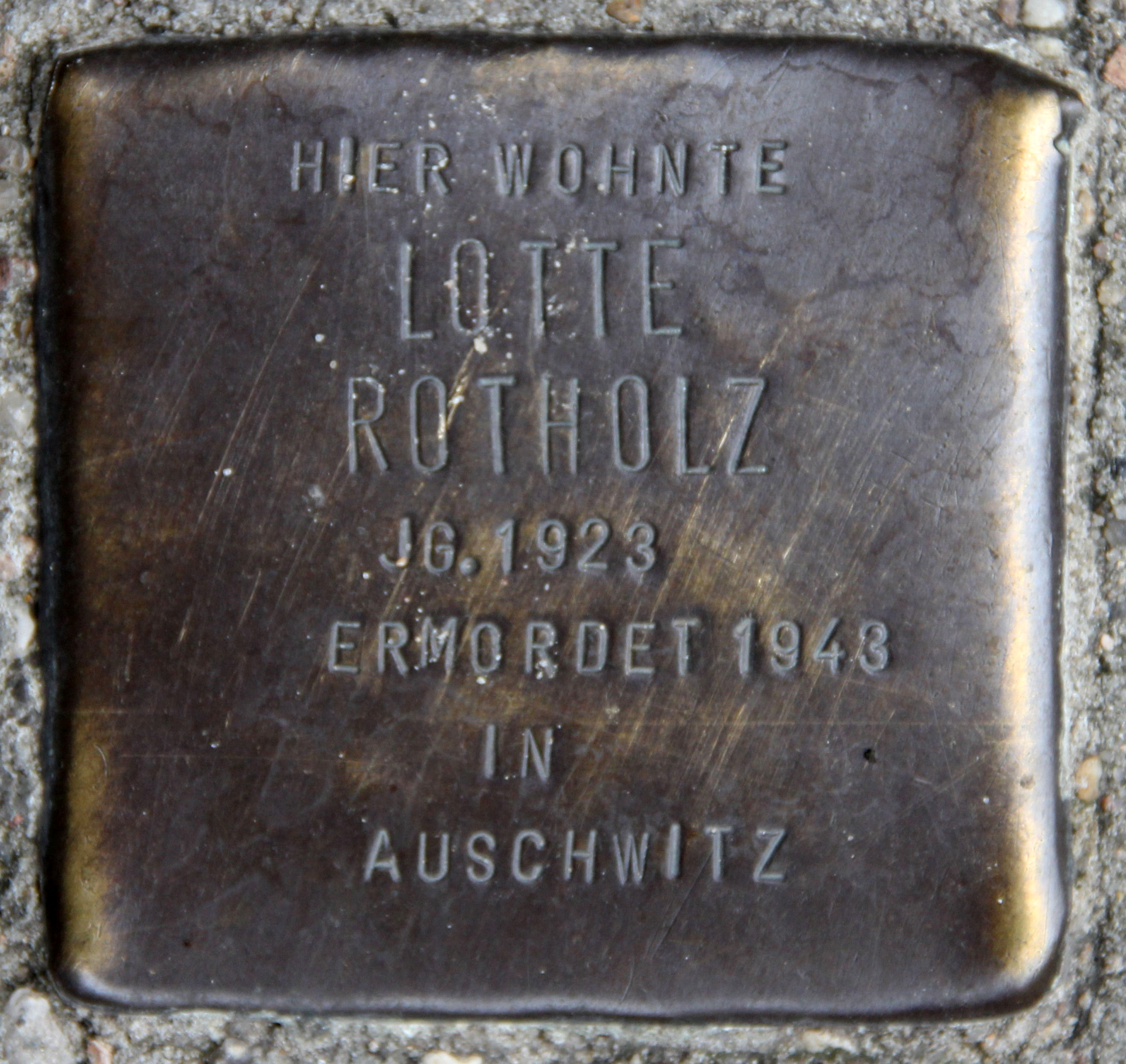
Stolperstein per Lotte Rotholz

El Grup Herbert Baum (en alemany: Herbert-Baum-Gruppe) va ser un grup de resistència comunista jueu de Berlín actiu contra el Tercer Reich.

## Història

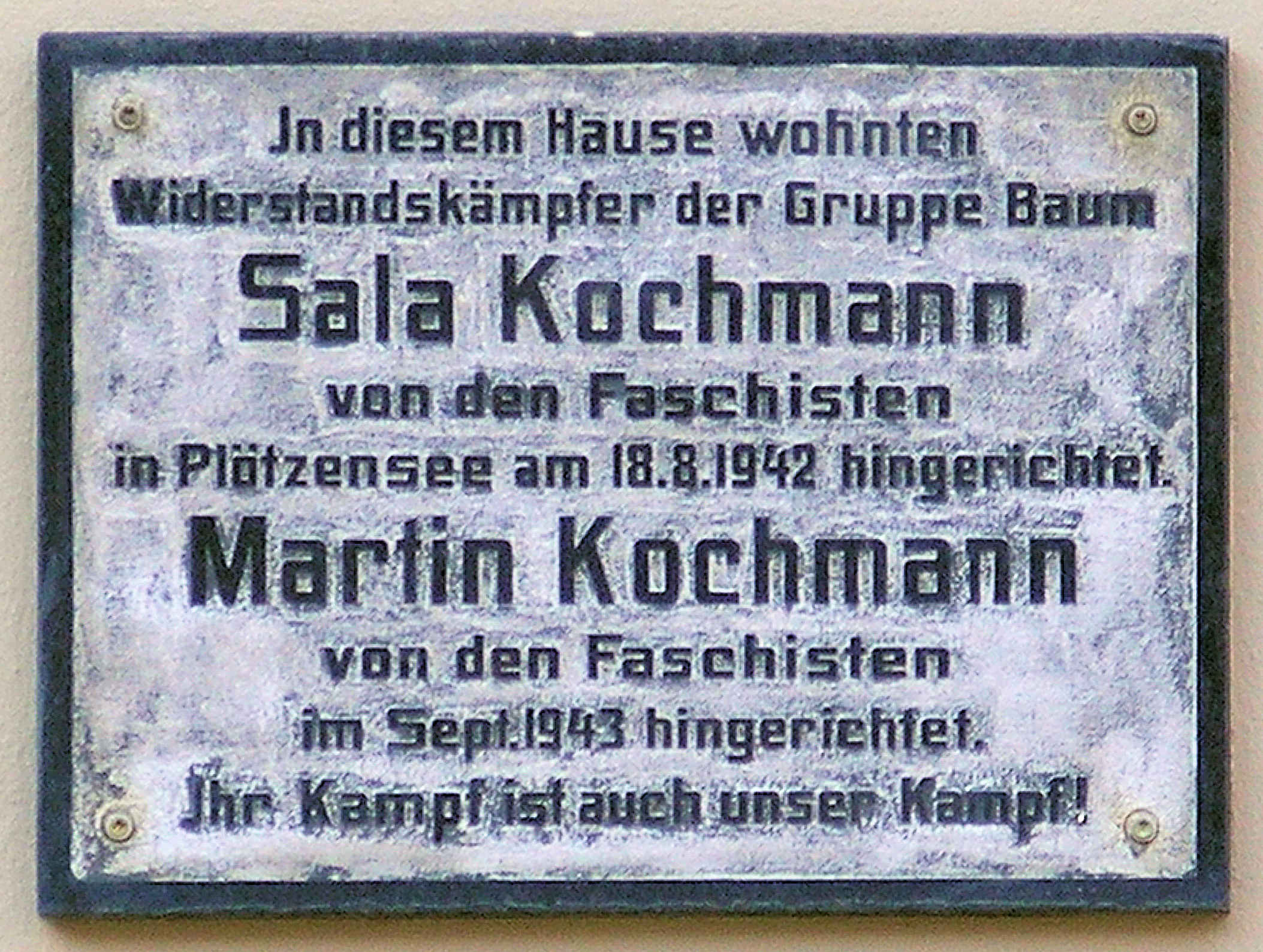
Placa commemorativa de Martin i Sala Kochmann a Gipsstraße 3

El grup va ser fundat l'any 1936 per Herbert Baum. Durant aquest temps, molts grups de resistència comunistes van sorgir a Berlín, gairebé tots connectats entre ells. El nucli d'aquest grup estava format per Herbert Baum, la seva dona Marianne Baum, Martin Kochmann i la seva dona Sala Kochmann. En un moment donat, el grup va tenir uns 100 membres i va treballar i finançar de manera totalment independent.
El grup va produir fulletons i diaris clandestins. També va donar suport als treballadors forçats jueus i va ajudar a amagar-los per evitar la seva deportació. A l'interior es van mantenir nombrosos debats polítics i es va conrear el treball cultural.
L'octubre de 1940, els antifeixistes van dur a terme una acció al cementiri jueu de Berlín-Weissensee. Rudi Arndt, un membre jueu del Partit Comunista d'Alemanya (KPD), va ser assassinat pels nazis al camp de concentració de Buchenwald el maig de 1940. En honor seu hi van organitzar un funeral amb uns 50-60 participants. Miraculosament, no hi va haver conseqüències per als participants.
En sessions de pluja d'idees, diversos membres van rebatre el contingut dels fulletons i els diaris clandestins, tot i que els jueus no tenien permís per utilitzar una màquina d'escriure a Alemanya en aquell moment. Aquest problema va ser resolt per dos membres del grup de «raça ària» que van anotar en secret els textos en una màquina d'escriure al soterrani de Herbert Baum durant les hores de treball. Els díptics es van distribuir per correu o específicament als membres de determinats grups professionals. Davant els elevats costos de les diferents actuacions, de paper, fotocopiadora i matrius, el grup va cometre un robatori. Els socis fins i tot van haver de donar part dels ingressos obtinguts. A mesura que avançava la guerra, el paper es va fer cada cop més escàs i més cotitzat, fet que també va fer pujar el preu.

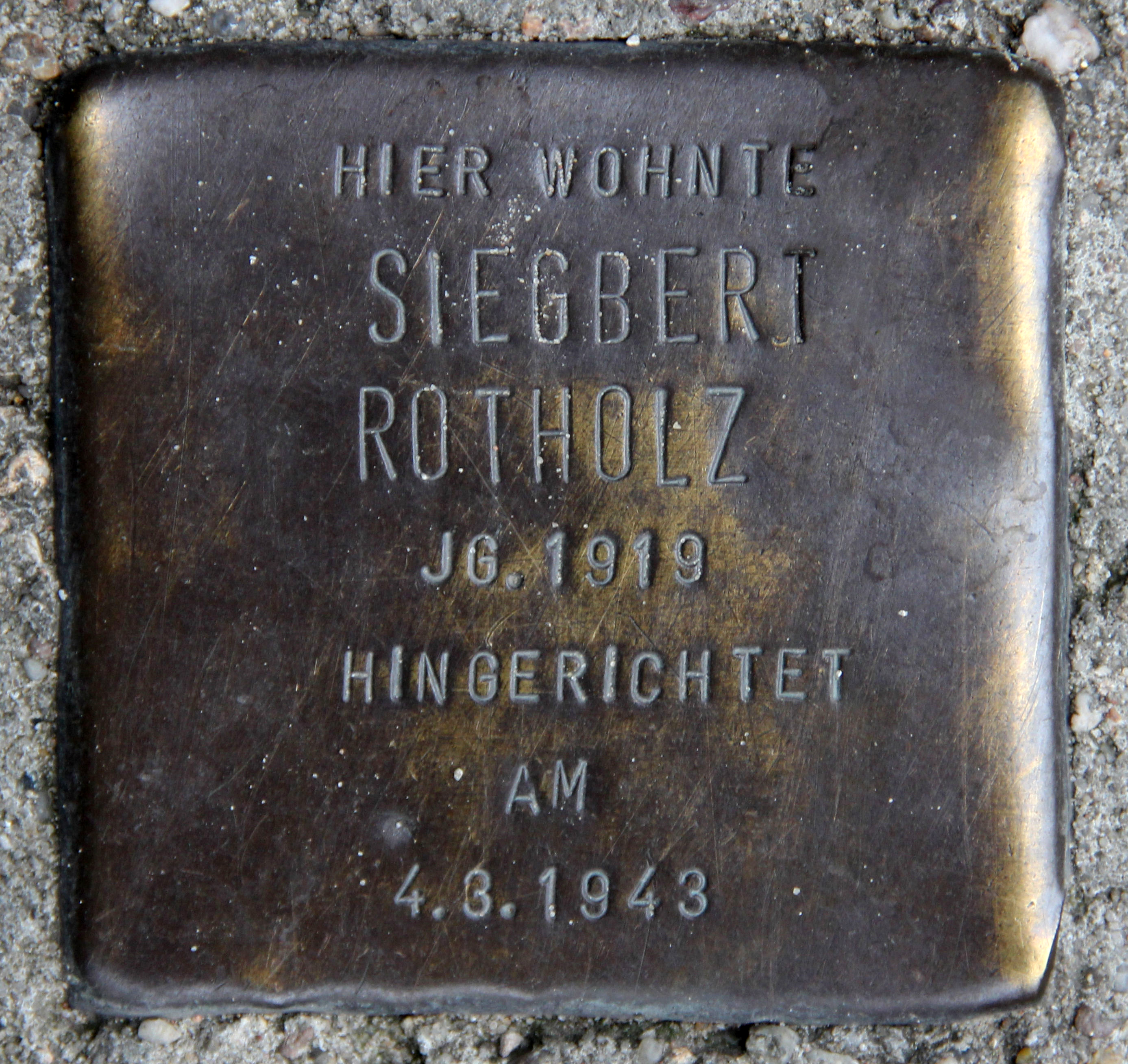
Stolperstein per Siegbert Rotholz

El 18 de maig de 1942 (o, altrament, el 17 de maig) van dur a terme un incendi a l'exposició Das Sowjet-Paradies, un espectacle de propaganda nazi antisoviètica organitzat per Joseph Goebbels al Lustgarten de Berlín. Uns dies després, el grup de resistència va quedar al descobert i la majoria dels membres van ser detinguts.

## Afusellaments, assassinats i supervivents
El 1942 i 1943 molts membres van ser assassinats al lloc d'execució de Berlín-Plötzensee, inclosos Marianne Baum, Heinz Birnbaum, Adolf Bittner, Herbert Budzislawski, Joachim Franke (informador?), Felix Heymann, Hella Hirsch, Hildegard «Hilde» Jadamowitz, Arthur Illgen, Heinz Joachim, Marianne Joachim, Martin Kochmann, Sala Kochmann, Karl Kunger, Hildegard Löwy, Hans-Georg Mannaberg, Gerhard Meyer, Helmut Neumann, Helinz Meyer, Rotholz, Siegbert Rotholz, Werner Schaumann, Werner Steinbrinck, Hans-Georg Vötter i Suzanne Wesse.
D'altres van ser assassinats en camps de concentració nazi durant la Segona Guerra Mundial. Kurt Bernhardt, Edith Fraenkel, Alice Hirsch i Lotte Rotholz van morir al camp de concentració d'Auschwitz. El líder del grup, Herbert Baum, va decidir suïcidar-se el juny, poc després del seu arrest el 22 de maig de 1942, a la presó de Moabit. D'altres membres van sobreviure a la Segona Guerra Mundial: Herbert Ansbach, Lisa Behn (n. Attenberger), Hans Fruck, Ilse Haak, Charlotte Holzer, Richard Holzer, Franz Krahl, Willi May, Walter Sack, Alice Zadek, Gerhard Zadek i Ismar Zöllner.